# Izabel Goulart
Izabel Luciana Goulart, född 23 oktober 1984 i São Carlos, São Paulo, Brasilien, är en brasiliansk fotomodell av italienskt ursprung. Hon är en av Victoria's Secret Angels. Hennes smeknamn är "Iza".

## Biografi
År 2005 blev Goulart anställd av Victoria's Secret , och deltog i Victoria's Secret Fashion Show samma år. År 2011 poserade Goulart i baddräktsnumret av Sports Illustrated.

## Privatliv
Goulart är förlovad med den tyske fotbollsmålvakten Kevin Trapp, som spelar i Eintracht Frankfurt.